# 塔沃
塔沃（法語：Tavaux，法語發音：[tavo]）是法国汝拉省的一个市镇，属于多勒区。

## 地理
塔沃（47°2'37"N, 5°24'43"E）面积13.86 平方千米，位于法国勃艮第-弗朗什-孔泰大區汝拉省，该省份为法国东部内陆省份，北起上索恩省，西北接科多尔省，西临索恩-卢瓦尔省，南至安省，东与杜省和瑞士接壤。
与塔沃接壤的市镇（或旧市镇、城区）包括：阿贝热芒拉龙斯、莫莱、尚迪韦尔、当帕里、热夫里、圣欧班。

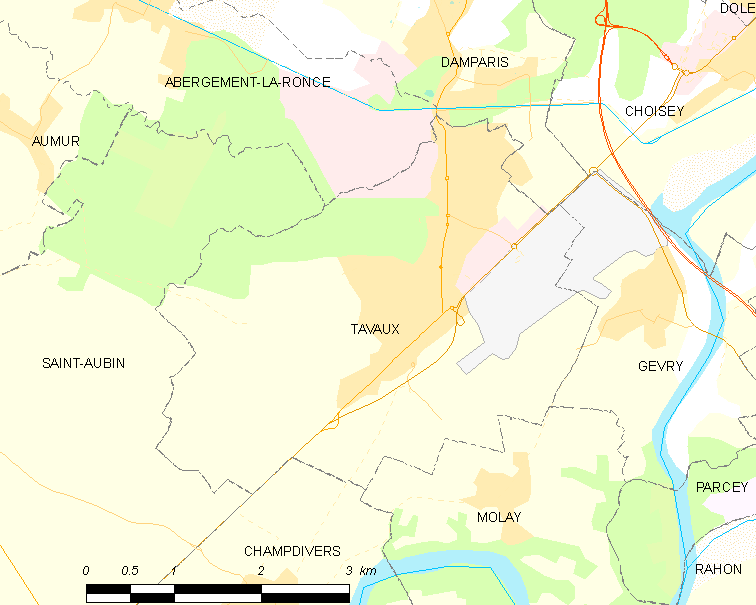
塔沃的OSM定位图

塔沃的时区为UTC+01:00、UTC+02:00（夏令时）。

## 行政
塔沃的邮政编码为39500，INSEE市镇编码为39526。

## 政治
塔沃所属的省级选区为塔沃县。

## 人口

1962-2008年间塔沃人口变化图示

塔沃于2022年1月1日时的人口数量为3926人。